# Ploceus capensis
Ploceus capensis là một loài chim trong họ Ploceidae.